# Carl Wunibald Otto
Carl Wunibald Otto (* 4. Februar 1808 in Weißenfels an der Saale; † nach 1862) war ein deutscher Chemiker und Pharmazeut, Angeklagter im Kölner Kommunistenprozess.

## Leben
Carl Wunibald Otto wurde am 14. Februar 1808 in der Marienkirche in Weißenfels getauft. Sein Vater war der Jurist Carl Ferdinand Otto († 13. Juli 1813 in Freyburg) und sein Großvater der Stadtchronist Georg Ernst Otto. Seinen Beruf als Pharmazeut erlernte er vermutlich in Weißenfels. Nach 1828 war er in Erfurt, 1831 bis 1833 in Magdeburg. 1842 zog er nach Köln. Am 13. Oktober 1847 heiratete er Elisabeth Hubertina Pütz (* 1824), mit der er zwei Kinder hatte. Sein Bruder, der Arzt Carl Ottomar Otto (* 1802), wurde wegen seiner Teilnahme am Dresdner Maiaufstand 1849 zu 12 Jahren Zuchthaus verurteilt. Seine Mutter lebte bei seiner Verhaftung in Schneeberg.
Otto arbeitete seit Dezember 1842 bei der Kölner „Mineralwasser Bearbeitungs-Anstalt“ als Chemiker. Am 14. April 1844 wurde ihm ein Patent „für neu und eigenthümlich erachteten Bewegungsapparat für Dampfschiffe“ auf die Dauer von acht Jahren in Preußen erteilt. Im April 1845 war er mit Roland Daniels, Carl d’Ester u. a. im „Allgemeinen Hilfs- und Bildungsverein“ in Köln tätig. Bei den Unruhen vom 3. und 4. August 1846 in Köln, die während der Brigitten Kirmes im Kirchspiel St. Martin stattfanden, war er Zeuge, wie die Polizei mit gezogenem Säbel auf Jugendliche und Kinder los ging. Im Kölner Adressbuch von 1846 ist er so eingetragen: „Otto, Carl Wunibald; Chemiker der künstlichen Mineral-Wasseranstalt, Maximinstr. 41“
Mit Karl Marx war er 1848 in der Demokratischen Gesellschaft in Köln engagiert. Otto war auch Mitglied des Kölner Turnvereins, dessen Präsident Johann Ludwig Albert Erhard war. Gemeinsam mit Marx, Wilhelm Wolff, Karl Schapper, Friedrich Anneke u. a. rief er zum Kongress der „Arbeitervereine der Rheinprovinz und Westfalens“ auf. und wurde in das gewählte Komitee aufgenommen. Otto war auch einer „der Wahlmänner der Stadt Köln für die Wahl der Abgeordneten zur zweiten Kammer“ für den „27. Bezirk“. Er hielt im Kölner Arbeiterbildungsverein Vorträge über „Gewerbechemie“ und war auch einer von zwei Bibliothekaren dieses Vereins. Während des Aufenthalts von Heinrich Bauer von der Zentralbehörde des Bundes der Kommunisten in Köln, schrieb er die „Märzansprache“ mehrmals zur Verbreitung ab. Ende September 1850 wurde er Kassierer der Kölner Zentralbehörde des Bundes der Kommunisten. Er war Emissär des Bundes für Sachsen und Berlin. In Berlin verbreitete er das Flugblatt „Deutsche Männer und preußische Untertanen!“ Im Dezember 1850 fertigte er mehrere Abschriften der Dezemberansprache der Zentralbehörde ab.

### Kommunistenprozess 1852
Bei seiner Verhaftung am 25. Juli 1851 war er bei der Kölner „Mineralwasser Bearbeitungs-Anstalt“ als Chemiker angestellt. Die Kölner Polizei fertigte 1851 einen Steckbrief von ihm an: „42 Jahre alt (…) groß 5 Fuß 9 Zoll, mit roten Haaren, ovaler Stirn, blauen Auge, gewöhnlicher Nase und Mund, ovalem Kinn und rötlichen Barte.“
Am 8. November hatten die Behörden die Untersuchung teilweise abgeschlossen und wollten Peter Gerhard Roeser, Johann Heinrich Bürgers, Peter Nothjung, Hermann Becker, Carl Wunibald Otto, Roland Daniels, Wilhelm Joseph Reiff, Johann Jacob Klein, Abraham Jacobi und Johann Ludwig Albert Erhard anklagen. Der Anklagesenat des ‚Kölner Appelhofs‘ lehnte das aber ab. Erst am 12. Mai 1852 wurde Anklage erhoben und am 4. Oktober 1852 begann der Prozess. Den Angeklagten wurde ein „Komplott“ vorgeworfen, mit dem „Zweck“, „die Staatsverfassung umzustürzen“ und die Bürger für einen „Bürgerkrieg“ „zu bewaffnen“. Am neunten Sitzungstag, 14. Oktober 1852, wurde Otto verhört. „Der siebente Angeklagte, Carl Wunibald Otto, räumt ein, Mitglied des Arbeitervereins und des Arbeiterbildungsvereins, nicht aber des Bundes gewesen zu sein. (…) Eine von ihm im Oktober 1850 nach Dresden und Berlin gemachte Reise habe er weder als Emissär noch überhaupt im Interesse dieses Bundes übernommen, vielmehr sei er dazu von der Verwaltung der hiesigen Struvenschen Mineralwasseranstalt, in welcher er als Chemiker beschäftigt gewesen sei, beauftragt worden.“ Sein Vorgesetzter Karl Friedrich August Stucke erklärte am 29. Oktober 1852 vor Gericht, dass diese Reise nach Dresden und Berlin im Auftrag der Firma gemacht wurde. Der Prozess dauerte bis zum 17. November 1852. Otto wurde durch den Anwalt Arthur Nacken vertreten, der im Plädoyer sagte: „dass das Komplott zum Verfassungsumsturz auf direkten und gewaltsamen Umsturz gerichtet sein muß, wenn es strafbar sein soll. (…) Die Handlungen von Otto lassen sich leicht aus seinem vertrauten Verhältnis zu Roeser erklären und sind außerdem nicht entfernt unter die Kategorie der Teilnahme an einem Verbrechen zu bringen.“ Er kam zu dem Schluss, dass Otto unschuldig im Sinne der Anklage sei.
Der Oberprokurator August Heinrich von Seckendorff beantragte für Otto „sechs Jahre“ ohne Anrechnung der erlittenen Untersuchungshaft. Das Gericht entschied auf „fünf Jahre“ Festungshaft. Mit dem Urteil vom 12. November 1852 wurden Otto für fünf Jahre die bürgerlichen Ehrenrechte gemäß § 63 des preußischen Strafgesetzbuches von 1851 aberkannt. Außerdem lebenslange Polizeiaufsicht und gemeinsam mit allen anderen Verurteilten die Kosten des Prozesses. Er verbüßte die vollständige Strafe auf der Festung Cosel gemeinsam mit Heinrich Bürgers.

### Nach der Haft
Noch während der Haft veröffentlichte Wilhelm Stieber seine Die Communisten-Verschwörungen des 19. Jahrhunderts. Über Carl Wunibald Otto meinte er ein vernichtendes Urteil abzugeben, wenn er schrieb:

„Die Untersuchungs-Behörde charakterisirt ihn als eine unbedeutende Persönlichkeit, die nur als untergeordnetes Werkzeug dem Communistenbunde gedient zu haben scheint, wenigstens zu einer bedeutenden Rolle nach seinen Verstandeskräften nicht qualifiziert gewesen sein könne.“

Auch während der Haft wurde Ottos Frau polizeilich überwacht (1853): „die Ehefrau des Otto heute noch in traurigen Verhältnissen lebt, sie ernährt sich von Nähen und Stricken, arbeitet von früh am Morgen bis spät in die Nacht, verrichtet ihre häuslichen Arbeiten selbst und holt sich frühmorgens das Wasser vom Brunnen selbst“. Im Frühjahr 1854 fuhr die Schwester von Heinrich Bürgers in die Vereinigten Staaten, um Geld für die Verhafteten Kölner zu sammeln. Adolf Cluss schrieb an Marx am 16. März 1854: „Frl. Bürgers in New York erhielt 36 Dollar unter der Rubrik ‚Familien‘; auf jeden Gefangenen kommen ca. 45 Dollar und auf jeder der 2 Familien (Otto und Röser ?) die gleiche Summe.“ Am 22. September 1856 hatte ein Gnadengesuch Erfolg, das Ottos Ehefrau am 30. April 1856 eingereicht hatte, weil er schwer erkrankt war. Am 1. Oktober 1856 wurde Otto aus der Haft entlassen. Die Reststrafe wurde ihm zwar erlassen, er blieb aber unter Polizeiaufsicht. Da Ottos Mutter gestorben war und er 2000 Taler von ihr ererbte, wurde das Erbe mit den auferlegten Prozesskosten verrechnet. Der Vorstand der Kölner Mineralwasser Anstalt beurteilte Otto am 16. April 1856: „Dem Herrn Carl Wunibald Otto geben wir hiermit das Zeugnis, daß derselbe während seiner Funktion als chemischer Dirigent der hiesigen künstlichen Mineralwasseranstalt nach Dr. Struve vom 1. Dezember 1842 bis zum Juli 1851 sich als geschickt, fleißig, ordentlich, sittlich und ehrlich bewiesen hat“. Bis 1862 wohnte die Familie Otto in Köln. Danach ist sie in den Kölner Adressbüchern nicht mehr erwähnt. Es verliert sich die Spur und sein Sterbedatum ist deswegen noch unbekannt.

## Dokumente
- Freiheit, Brüderlichkeit, Arbeit. Nr. 22 22. April 1849[32]
- Einladung des provisorischen Ausschusses der Arbeitervereine der Rheinprovinz und Westfalens zu einem Provinzkongress.[33]
- Abschrift der Ansprache der Zentralbehörde des Bundes der Kommunisten vom März 1850 durch Otto[34]
- Abschrift der Ansprache der Zentralbehörde des Bundes der Kommunisten an den Bunde vom 1. Dezember 1850 durch Otto[35]
- Abschrift der Statuten des Bundes der Kommunisten vom 1. Dezember 1850 durch Otto[36]